# Rudravarman
Rudravarman est le dernier roi du Fou-nan mentionné par les annales chinoises.
Fils aîné de Jayavarman Kaundinya, Rudravarman, né d’une concubine, fait assassiner l’héritier légitime, son demi-frère Gunavarman, pour s’emparer du trône à la mort de leur père en 514.
Il dépêche par la suite des ambassades en Chine en 517, 519, 520, 530, 535 et 539, année où il propose même à l’empereur de lui céder un cheveu de Bouddha que le souverain envoie le bonze Che Yun Pao chercher.